# Berberis interposita
Berberis ×interposita ist eine Pflanzenart aus der Gattung der Berberitzen (Berberis). 
Sie ist eine Hybride aus Hookers Berberitze (Berberis hookeri var. viridis) und der Warzigen Berberitze (Berberis verruculosa). Der immergrüne Strauch ist dicht verzweigt und kann bis 1,5 Meter hoch werden; die Zweige sind mit feinen Warzen besetzt. Die Laubblätter sind breit elliptisch, bis 3,5 Zentimeter lang, im Austrieb intensiv kupferrot, später oberseits glänzend grün, unterseits blaugrün und an jeder Seite mit 3 bis 6 Zähnen besetzt. Die gelben Blüten erscheinen im Mai und stehen einzeln oder zu zweit auf bis 1,5 Zentimeter langen Stielen. Die Früchte sind schwarz und blau bereift. Berberis ×interposita ist als Zuchtform entstanden und wird häufig als Zierstrauch verwendet.
Eine besondere Zuchtform ist ‚Wallich's Purple‘.